# Trest smrti v Řecku
Trest smrti v Řecku byl částečně zrušen v roce 1975. K úplnému zrušení trestu smrti v této zemi došlo v roce 2004. Před jeho zrušením se v moderním Řecku k popravě používala gilotina či zastřeleni popravčí četou.

## Historie
Popravy během řecké osvobozenecké války byly prováděné zastřelením popravčí četou. Přesto v nově přijatém trestním zákoníku z roku 1834 zavedlo Řecké království jako jediný způsob popravy stětí hlavy gilotinou. Z důvodu komplikací s dostupností gilotiny pro vykonání trestu smrti, zavedlo Řecké království v roce 1847 jako alternativní způsob popravy zastřelení popravčí četou. Oba způsoby byly používány do roku 1929, kdy se jediným způsobem popravy stalo zastřelení popravčí četou. Poslední poprava gilotinou však byla vykonána již v roce 1913. Během řecké občanské války v letech 1946 až 1949 bylo vykonáno více než tři tisíce poprav. Poslední poprava na území Řecka byla vykonána dne 25. srpna 1972. Tehdy byl na Krétě popravčí četou zastřelen 27letý Vassilis Lymberis za vraždu své manželky, tchyně a dvou dětí, které zaživa upálil v jejich domě.

## Zrušení trestu smrti
Za mírové trestné činy byl trest smrti v Řecku zrušen v roce 1975. Jediným trestným činem, za který hrozil nejvyšší trest tak zůstala vlastizrada během války. Dříve byli tři důstojníci odsouzeni k trestu smrti během tzv. procesů s řeckou juntou. Tyto rozsudky však byly Karamanlísovou vládou změněny na doživotí.
V roce 1997 Řecko ratifikovalo Druhý opční protokol Mezinárodního paktu o občanských a politických právech, jehož cílem bylo zrušení trestu smrti. Řecko ratifikovalo protokol č. 6 Úmluvy o ochraně lidských práv a základních svobod i protokol č. 13 Úmluvy o ochraně lidských práv a základních svobod. Protokol č. 6 byl ratifikován dne 8. září 1998 a vešel v platnost dne 1. října 1998. Protokol č. 13 byl ratifikován dne 1. února 2005 a v platnost vešel dne 1. června 2005.
Za všechny zločiny byl v Řecku trest smrti zrušen v roce 2004.
V roce 2013 vyzvala krajně pravicová extrémistická politická strana Zlatý úsvit k obnovení trestu smrti pro imigranty odsouzení za násilné trestné činy.